# Kita, Tokyo

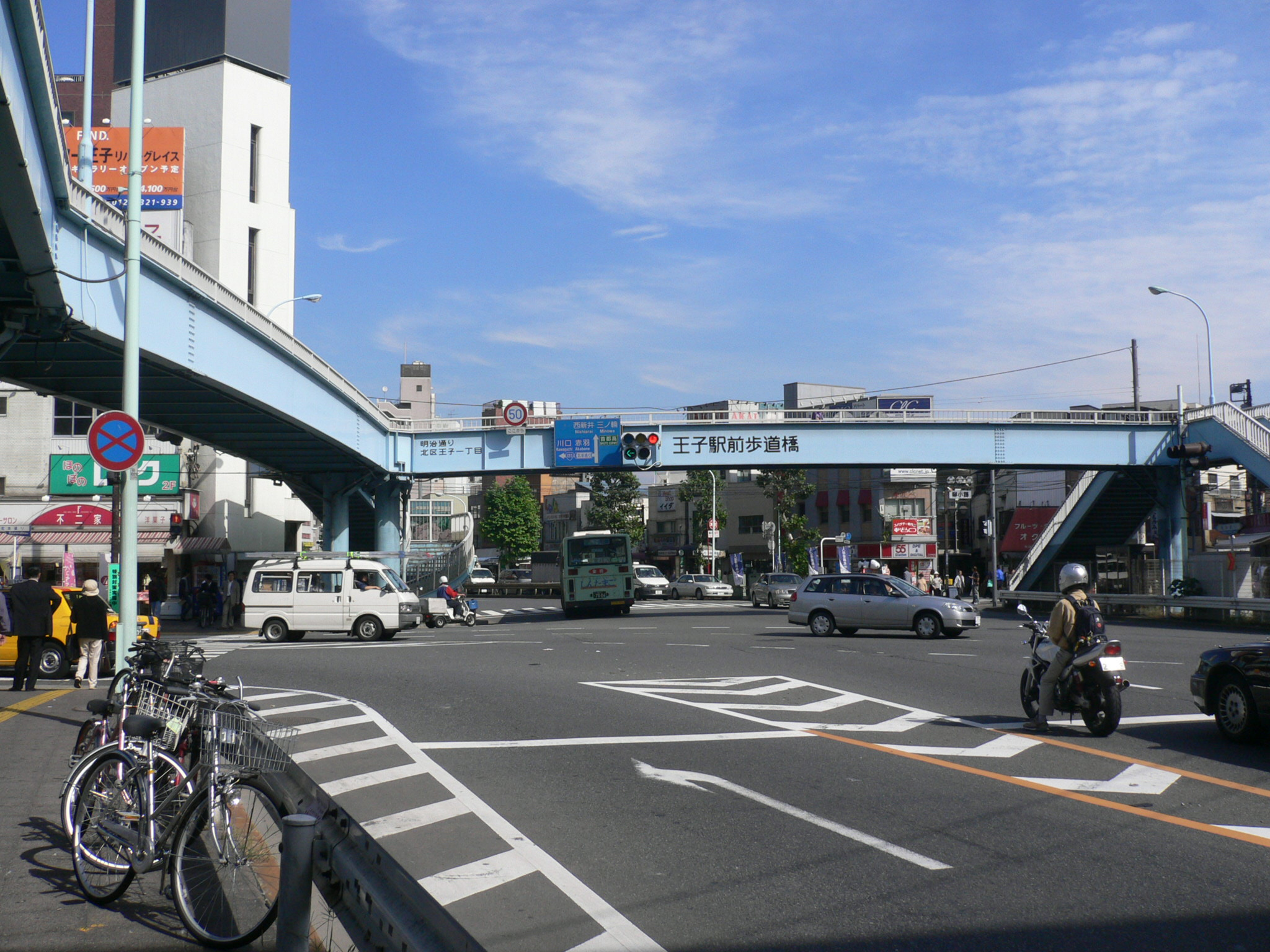
Gångbro framför stationen i Ōji.

Kita (japanska: 北区?, kita-ku), 'Norr', är en stadsdelskommun i Tokyo som bildades 1947 genom en sammanslagning av dåvarande Takinogawa-ku och Ōji-ku. Arakawa- och Sumidagawafloderna rinner genom kommunen.
Stadsdelar med samma namn finns också i Hamamatsu, Kobe, Kyoto, Nagoya, Osaka, Saitama, Sakai och Sapporo.

## Stadsdelar i Kita
Administrativa stadsdelar (chō) i kommunen
- Akabane (赤羽)
- Akabanedai (赤羽台)
- Akabanenishi (赤羽西)
- Akabaneminami (赤羽南)
- Akabanekita (赤羽北)
- Iwabuchi-machi (岩淵町)
- Ukima (浮間)
- Ōji (王子)
- Ōji-honchō (王子本町)
- Kami-jūjō (上十条)
- Kami-nakazato (上中里)
- Kamiya (神谷)
- Kishimachi (岸町)
- Kirigaoka (桐ヶ丘)
- Sakae-chō (栄町)
- Shimo (志茂)
- Jūjōdai (十条台)
- Jūjōnakahara (十条仲原)
- Shōwa-machi (昭和町)
- Takinogawa (滝野川)
- Tabata (田端)
- Tabata-shinmachi (田端新町)
- Toshima (豊島)
- Nakazato (中里)
- Nakajūjō (中十条)
- Nishigaoka (西が丘)
- Nishigahara (西ヶ原)
- Higashi-jūjō (東十条)
- Higashi-tabata (東田端)
- Horifune (堀船)